# Завод № 50
Завод № 50 — предприятие в городе Ярославле по производству стальных конструкций мостов, а также металлоконструкций промышленного и гражданского строительства.

## История
В 1928—1931 годах в Ярославле были организованы мастерские Центральной мостовой базы. Согласно приказу Наркомата путей сообщения от 9 мая 1941 года № с/51цз на базе мастерских был создан завод № 50, выпускавший пролётные строения пакетного типа, металлические конструкции погрузо-разгрузочных платформ, сборочное мостовое оборудование.
В годы Великой Отечественной войны завод активно развивался, предприятие выпускало мостовые конструкции и сборочное оборудование для военно-восстановительных работ на железнодорожном транспорте. Новая продукция: многораскосные фермы, фермоподьёмник грузоподъемностью 200 тонн, консольные краны.
После войны мощность завода составляла 3500 тонн в год мостовых металлических конструкций и 300 тонн разных металлических изделий.
В 1970 году производственная мощность завода составляла 5500 тонн металлоконструкций в год. Основная продукция тех лет: мостовые металлоконструкции для строящихся железнодорожных и автодорожных мостов; специальные краны и крановые конструкции для транспортного строительства; опытные металлоконструкции — мостовые и транспортно-подъёмные — для транспортного строительства; прочие металлоконструкции для строительства.
Ярославский Завод № 50 сыграл важную роль в восстановлении железнодорожных путей, изготовлении ферм железнодорожных мостов в годы Великой Отечественной войны.
За время войны завод выпустил военно-разборочных металлических конструкций мостов малых и средних пролетов и другого оборудования 12 506 тонн, кроме того, отправил на фронт различных конструкций мостовых ферм 4 757 вагонов, 28 032 погонных метров различных мостовых конструкций.
Коллектив монтажников предприятия восстанавливал железнодорожные мосты на освобождённых после оккупации территориях на реках Дон, Северный Донец, Днепр — у Смоленска, Киева, Черкасс, Кременчуга, Могилёва, Сейм — у Льгова, Сож — у Гомеля. Завод подготовил большое количество спецформирований НКПС и железнодорожных частей Красной Армии.
Завод № 50 входит в число семнадцати предприятий Ярославля, коллективы которых отмечены за доблестный труд в годы Великой Отечественной войны Красным знаменем Государственного Комитета Обороны. За успешное выполнение заданий ГКО 15 работников завода награждены орденами и медалями.

## Деятельность
Завод № 50 входит в состав АО «Стальмост», основателем и генеральным директором которого является Игорь Юзефович. Компания производит несущие и конструктивные элементы для автомобильных трасс, железнодорожных путей, путепроводов, пешеходных переходов, мостов, дорожных развязок, эстакад и прочих объектов. Компания «Стальмост» принимала участие в реализации различных проектов: Крымский мост, мосты железнодорожной магистрали БАМ-2, Северо-Восточная и Юго-Восточная хорды в Москве, мост через Обь в Новосибирске, столичная монорельсовая дорога.

## Продукция
- Опорные части всех типов для автодорожных и железнодорожных мостов.
- Технологические понтоны для реконструкции и возведения мостов и путепроводов через крупные водные преграды.
- Турникеты с обустройствами для перевозки по железной дороге железобетонных балок пролётных строений мостов.
- Башни сотовой связи.
- Различные сварные металлоконструкции.
- Шпунтовые панели ШК-1000-200-12 и ШК-1000-300-12 корытного профиля холодногнутые.

Производственная мощность — 24 тысячи тонн мостовых металлоконструкций и опорных частей в год.